# 에드먼튼 요새
에드먼튼 요새(Edmonton Port)는 노천 역사 박물관이다. 이곳은 1885년에서 1920년까지의 거리 모습, 생활상을 생생하게 재현하고 있는데 한국의 민속촌처럼 사람들이 실제로 당시의 옷차림 그대로 생활하고 있어 더욱 친근하게 느껴지는 곳이다. Edmonton Yukon & Packfkc이라고 하는 3량 짜리 증기기관차로 요새 전체를 살펴볼 수 있다.